# Башманов, Иван Андреевич
Иван Андреевич Башманов (1923—1970) — капитан Рабоче-крестьянской Красной Армии, участник Великой Отечественной войны, Герой Советского Союза (1946).

## Биография
Иван Башманов родился 26 марта 1923 года в деревне Дюк Скорятинской волости Вирумааского уезда Эстонской республики (ныне — Сланцевский район Ленинградской области) в крестьянской семье. В 1937 году окончил Загривскую шестиклассную школу. Был одним из лучших учеников школы, во время выпуска был награждён томиком Александра Пушкина. Работал вместе с отцом, затем учился в мастерских водного управления на моториста. С 1939 года Башманов работал мотористом на моторной лодке. В 1940 году он переехал в Нарву, работал на фабрике, являвшейся филиалом Кренгольмской мануфактуры, помощником прядильщика. В том же году поступил в Таллинское военно-пехотное училище.
В начале Великой Отечественной войны училище было эвакуировано на Алтай, а затем в Тюмень и Саратов. В январе 1942 года окончил ускоренный курс училища, после чего был направлен на фронт. Служил в составе 8-го Эстонского стрелкового корпуса Калининского фронта, был заместителем командира батареи 45-миллиметровых орудий 354-го полка. Участвовал в освобождении города Великие Луки.
Впоследствии служил в 1052-м стрелковом полку 301-й стрелковой дивизии 5-й ударной армии. Участвовал в Сталинградской битве, освобождении Донбасса, битве за Днепр в Запорожской области. Приказом от 24 января 1944 года Башманов был награждён орденом Красной Звезды. В 1944 году участвовал в освобождении Николаева, Херсона, Одессы, Молдавии. Приказом от 8 апреля 1944 года Башманов был вторично награждён орденом Красной Звезды.
Участвовал в Висло-Одерской операции, форсировании Пилицы и освобождении Варшавы. 15 января 1945 года Башманов первым в своём подразделении форсировал Пилицу в районе села Марынка и участвовал в отражении контратак немецких войск, уничтожив два средних танка и до роты пехоты. За этот бой Башманов был награждён орденом Красного Знамени.
К апрелю 1945 года капитан Иван Башманов командовал батареей 45-миллиметровых орудий 1052-го стрелкового полка 301-й стрелковой дивизии 5-й ударной армии 1-го Украинского фронта.
Отличился при форсировании Одера. Захватив плацдарм на Одере в районе Кюстрина, Башманов участвовал в прорыве линии вражеской обороны. Расчёт его батареи уничтожил три немецких танка. В ходе боя группа бойцов из восьми человек попала в окружение. Её возглавил Башманов, который около часа руководил боем. В бою у ног Башманова разорвался снаряд, нанеся ему 32 осколочных ранения. Когда группа бойцов был деблокирована, Башманов был отправлен в госпиталь.
Указом Президиума Верховного Совета СССР от 15 мая 1946 года капитан Иван Башманов был удостоен высокого звания Героя Советского Союза с вручением ордена Ленина и медали «Золотая Звезда» за номером 4953. Кроме него, звание Героя было присвоено ещё шестерым бойцам его батареи.
Когда Башманов был выписан из госпиталя, он, получив инвалидность второй группы, был признан негодным к прохождению воинской службы и вернулся в Нарву. Работал бригадиром водопроводчиков, рыбаком. Умер 6 июля 1970 года. Похоронен в Нарве, на кладбище Рийгикюла.
Был также награждён рядом медалей.